# 订货点法
订货点法（Order Point Method），是一种使库存量不低于安全库存的一种库存补充方法，始于20世纪30年代。
- 订货点法的原理
  - 在物料不断消耗的过程中，一旦库存量降低到剩余库存减去安全库存后可供消耗的时间刚好等于订货需要的时间时，发出采购订单。
- 订货点法的局限性
  - 订货点法能够为企业正常生产提供足够的原料，但是会有库存积压现象。
  - 订货点法对原料的要求较高，要求原料具有以下特点：
    - 对各种物料的需求是相对独立的
    - 物料需求是连续发生的
    - 提前期是已知的和固定的
    - 库存消耗之后应立即补充

  - 无法很好的解决何时定货的问题

在订货点法的基础上，发展出物料需求计划（MRP），较好的解决了何时订货的问题。

## 基本公式
订货点 ＝ 单位时区的需求量 × 订货提前期 ＋ 安全库存量